# Дельфіна (Лодзинське воєводство)
Дельфіна (пол. Delfina) — село в Польщі, у гміні Семковиці Паєнчанського повіту Лодзинського воєводства.
Населення — 158 осіб (2011).
У 1975-1998 роках село належало до Серадзького воєводства.

## Демографія
Демографічна структура станом на 31 березня 2011 року:
|          | Загалом | Допрацездатний вік | Працездатний вік | Постпрацездатний вік |
| -------- | ------- | ------------------ | ---------------- | -------------------- |
| Чоловіки | 80      | 16                 | 57               | 7                    |
| Жінки    | 78      | 17                 | 39               | 22                   |
| Разом    | 158     | 33                 | 96               | 29                   |